# Sten Stenersen
Pour les articles homonymes, voir Stenersen.
Sten Stenersen (né le 15 août 1988) est un coureur cycliste norvégien.

## Palmarès
- 2005
  -  Champion de Norvège du contre-la-montre par équipes juniors (avec Christer Rake et Alexander Kristoff)
  -  Champion de Norvège du critérium juniors
  - 2e du championnat de Norvège sur route juniors
- 2006
  -  Champion de Norvège sur route juniors
  - 3e étape du Tour de Münster juniors
- 2007
  - 3e étape du Fana Sykkelfestival